# Vigência
A vigência é a propriedade das regras jurídicas que estão prontas para propagar efeitos, tão logo aconteçam no mundo fáctico, os eventos que elas descrevem. Há normas que existem e que são válidas no sistema, mas não estão vigentes. A despeito de ocorrerem os fatos previstos na hipótese da norma, não se desencadeiam as consequências estipuladas no mandamento. Tais regras de direito não têm vigor, seja porque já o perderam, seja porque ainda não o adquiriram . Em suma, a vigência é uma "característica da norma que indica o lapso de tempo no qual a conduta por esta prescrita é exigível. Em outras palavras, a vigência indica o período no qual as prescrições jurídicas têm efeito..." .

## Início da vigência
Geralmente, uma norma entra em vigor no momento de publicação do texto legal que a veicula. No entanto, pode ser estabelecido no próprio texto legislativo que a norma só passará a viger após certo período de tempo contado a partir da publicação. Tal período é denominado vacatio legis. Como explica Dimitri Dimoulis, "justifica-se por razões de divulgação das novidades jurídicas, permitindo que os operadores jurídicos preparem-se para a aplicação da nova regulamentação" . 

## Fim da vigência
Em certos casos, o texto legislativo determina um período de vigência para a norma que veicula. Com a fluência desse prazo, a norma automaticamente é "expulsa" do ordenamento jurídico, deixando de viger. No entanto, na maioria dos casos, não há um lapso temporal de vigência pré-estabelecido. Nessas hipótese a vigência da norma se prolonga até que norma posterior venha aboli-la ou substituí-la. A esse ato que põe fim à vigência de uma norma dá-se o nome de revogação.

## Vigência e aplicação das normas jurídicas
Como ensina Paulo de Barros Carvalho, "não devemos confundir vigência e aplicação das normas jurídicas. Norma vigente pode não ser aplicada, ao mesmo tempo em que nos deparamos com a aplicação de regras que já perderam seu vigor para o futuro. (...) Nessa hipótese, tais normas passarão a ter apenas vigor sobre acontecimentos anteriores à sua revogação, não podendo, portanto, alcançar fatos novos que porventura ocorram. Nada obstante, continuam válidas no sistema, para aplicação a sucessos passados, sobre os quais concentrarão o inteiro teor de sua vigência". Ademais, embora uma norma vigente deva ser normalmente aplicada, a sua não aplicação não altera seu status de vigente. Trata-se de uma questão de eficácia social da norma, inexistindo alteração do mundo social que o legislador prescreveu.
Nelson Rosenvald chama a atenção para a diferenciação entre vigência formal e vigência material. A formal é por ele descrita como aquela que diz respeito a elaboração pelo órgão competente e com respeito aos procedimentos legais, cita ele, exempli gracia, o quórom de aprovação. Já a vigência material remete a qualidade reconhecida pela norma que foi elaborada em harmonia com o sistema jurídico, não violando preceitos elementares estabelecidos para a sua elaboração.

## Vigência sincrônica
Pelo Princípio da vigência sincrônica entende-se que a obrigatoriedade da lei é simultânea, porque entra em vigor a um só tempo em todo o país, ou seja, quarenta e cinco dias após sua publicação, não havendo data estipulada para sua entrada em vigor.
Está previsto no ordenamento jurídico pátrio com previsão expressa no artigo 1° da Lei de Introdução ao Código Civil que dispõe:
Art. 1°. Salvo disposição contrária, a lei começa a vigorar em todo o país quarenta e cinco dias depois de oficialmente publicada.
O princípio da vigência sincrônica é utilizado em toda a extensão territorial do país. Para as embaixadas se estende o prazo para 3 meses, sob a justificativa de atender os que se imigraram para países distantes em sentido de estarem cientes das alterações, não podendo alegar o desconhecimento da lei. Como indica o artigo 3° da Lei de Introdução ao Código Civil Brasileiro:
Art. 3°. Ninguém se escusa de cumprir a lei, alegando que não a conhece.